# Kostromska oblast
Kostromska oblast (rus. Костромская область) je federalna oblast u Rusiji. Administrativni centar je grad Kostroma.

## Poznate osobe
- Aleksandr Golubev, olimpijski pobjednik u brzom klizanju

## Vanjske poveznice
- (rus.) Službene stranice  Arhivirana inačica izvorne stranice od 18. studenoga 2005. (Wayback Machine)